# Periochi Mitserou - Agrokipias
Periochi Mitserou - Agrokipias este o arie protejată (arie specială de conservare — SAC, sit de importanță comunitară — SCI, arie de protecție specială avifaunistică — SPA) din Cipru întinsă pe o suprafață de 612,73 ha, integral pe uscat.

## Localizare
Centrul sitului Periochi Mitserou - Agrokipias este situat la coordonatele 35°03′10″N 33°08′10″E / 35.0528°N 33.1361°E.

## Înființare
Situl Periochi Mitserou - Agrokipias a fost declarat arie de protecție specială avifaunistică în decembrie 2002 pentru a proteja 2 specii de plante și 59 de specii de animale. Alte tipuri de protecție:
- sit de importanță comunitară (în mai 2004)
- arie specială de conservare (în septembrie 2015)[1][2][3]

## Biodiversitate
Situată în ecoregiunea mediteraneană, aria protejată conține 7 habitate naturale: Matorral arborescenți cu Zyziphus, Tufărișuri termo-mediteraneene și de pre-deșert, Sarcopoterium spinosum phryganas, Pseudostepă cu ierburi și specii anuale de Thero-Brachypodietea, Galerii și tufărișuri riverane sudice (Nerio-Tamaricetea și Securinegion tinctoriae), Păduri de Olea și Ceratonia, Păduri de pin mediteraneene cu pini mezogeni endemici.
La baza desemnării sitului se află mai multe specii protejate:
- plante (2): mandragoră (Mandragora officinarum), Ophrys kotschyi
- păsări (56): uliu păsărar (Accipiter nisus), ciocârlie-de-câmp (Alauda arvensis), fâsă roșiatică (Anthus cervinus), fâsă de luncă (Anthus pratensis), lăstunul mare (Apus apus), ciuf-de-pădure (Asio otus), caprimulg (Caprimulgus europaeus), erete de stuf (Circus aeruginosus), erete vânăt (Circus cyaneus), erete alb (Circus macrourus), Clamator glandarius, botgros (Coccothraustes coccothraustes), dumbrăveancă (Coracias garrulus), prepeliță (Coturnix coturnix), cuc (Cuculus canorus), lăstun de casă (Delichon urbicum), presură sură (Emberiza calandra), măcăleandru (Erithacus rubecula), Ficedula semitorquata, cinteză (Fringilla coelebs), rândunică (Hirundo rustica), Iduna pallida, capîntortură (Jynx torquilla), sfrâncioc roșiatic (Lanius collurio), sfrânciocul cu frunte neagră (Lanius minor), Lanius nubicus, ciocârlie de pădure (Lullula arborea), prigoare (Merops apiaster), mierlă albastră (Monticola solitarius), codobatură galbenă (Motacilla alba), codobatura galbenă (Motacilla flava), muscar sur (Muscicapa striata), Oenanthe cypriaca, pietrar mediteranean (Oenanthe hispanica), Oenanthe isabellina, pietrar sur (Oenanthe oenanthe), grangur (Oriolus oriolus), Periparus ater cypriotes, viespar (Pernis apivorus), codroș de munte (Phoenicurus ochruros), codroșul de pădure (Phoenicurus phoenicurus), pitulice de munte (Phylloscopus collybita), pitulice-fluierătoare (Phylloscopus trochilus), mărăcinar (Saxicola rubetra), mărăcinar negru (Saxicola torquatus), turturică (Streptopelia turtur), graur (Sturnus vulgaris), silvie cu cap negru (Sylvia atricapilla), silvie de câmp (Sylvia communis), Sylvia melanothorax, sturzul viilor (Turdus iliacus), mierlă (Turdus merula), sturz (Turdus pilaris), sturzul de vâsc (Turdus viscivorus), strigă (Tyto alba), pupăză (Upupa epops)
- mamifere (3): liliacul mare cu potcoavă (Rhinolophus ferrumequinum), liliacul mic cu potcoavă (Rhinolophus hipposideros), Rousettus aegyptiacus

Pe lângă speciile protejate, pe teritoriul sitului au mai fost identificate 8 specii de plante, 12 specii de păsări, 2 specii de amfibieni, 1 specie de mamifere, 1 specie de nevertebrate, 5 specii de reptile.